# 大津連隊区
大津連隊区（おおつれんたいく）は、大日本帝国陸軍の連隊区の一つ。前身は大津大隊区である。滋賀県の一部または同県全域の徴兵・召集等兵事事務を取り扱った。実務は大津連隊区司令部が執行した。三重県の一部を管轄した時期もあった。1925年（大正14年）に廃止となり、1941年（昭和16年）に再設置された。1945年（昭和20年）、同域に大津地区司令部が設けられ、地域防衛体制を担任した。

## 沿革
1888年（明治21年）5月14日、大隊区司令部条例（明治21年勅令第29号）によって大津大隊区が設けられ、陸軍管区表（明治21年勅令第32号）により滋賀県全域と三重県の一部が管轄区域に定められた。第4師管第7旅管に属した。
1896年（明治29年）4月1日、大津大隊区は連隊区司令部条例（明治29年勅令第56号）によって連隊区に改組され、旅管が廃止となり第4師管に属した。1899年10月1日、司令部が大津市下大門町に移転した。
1903年（明治36年）2月14日、改正された「陸軍管区表」（明治36年勅令第13号）が公布となり、再び旅管が採用され連隊区は第4師管第19旅管に属した。
日本陸軍の内地19個師団体制に対応するため陸軍管区表が改正（明治40年9月17日軍令陸第3号）となり、1907年（明治40年）10月1日、敦賀連隊区などが創設され、管轄区域の大幅な変更が行われ、第16師管第18旅管に属した。
1925年4月6日、日本陸軍の第三次軍備整理に伴い陸軍管区表が改正（大正14年軍令陸第2号）され、同年5月1日、大津連隊区は廃止となった。
1941年4月1日、大津連隊区が再設置され、中部軍管区京都師管の所属となった。同年11月1日、敦賀連隊区が廃止され、管轄区域が滋賀県全域となった。
1945年には作戦と軍政の分離が進められ、軍管区・師管区に司令部が設けられたのに伴い、同年3月24日、連隊区の同域に地区司令部が設けられた。地区司令部の司令官以下要員は連隊区司令部人員の兼任である。同年4月1日、京都師管は京都師管区と改称された。

## 管轄区域の変遷
1888年5月14日、陸軍管区表（明治21年勅令第32号）が制定され、大津大隊区の管轄区域が次のとおり定められた。
- 滋賀県

全県
- 三重県

阿拝郡・山田郡・名張郡・伊賀郡
1896年4月1日、連隊区へ改組された際に管轄区域の変更はなかったが、同年12月、郡制施行による郡の統廃合により陸軍管区表が改正され、1897年4月1日に、三重県区域の阿拝郡・山田郡を阿山郡に、名張郡・伊賀郡を名賀郡に変更した。変更後の管轄区域は以下のとおり。
- 滋賀県

全県
- 三重県

阿山郡・名賀郡
1907年10月1日、敦賀連隊区などが新設されたことに伴い、管轄区域が陸軍管区表（明治40年9月17日軍令陸第3号）により次のとおり定められた。滋賀県伊香郡・東浅井郡・坂田郡・犬上郡・愛知郡・高島郡を敦賀連隊区へ移管した。
- 滋賀県

大津市・神崎郡・甲賀郡・蒲生郡・野洲郡・栗太郡・滋賀郡
- 三重県

阿山郡・名賀郡
1915年（大正4年）9月13日、神崎郡を敦賀連隊区へ移管した。
1925年5月1日、陸軍管区表の改正に伴い大津連隊区が廃止され、旧管轄区域は、滋賀県区域を京都連隊区へ、三重県区域を津連隊区へ移管した。
1941年4月1日、大津連隊区が再設置され、京都連隊区から滋賀県区域を移管して、次のとおり管轄区域を形成した。
- 滋賀県

大津市・滋賀郡・栗太郡・野洲郡・甲賀郡・蒲生郡・神崎郡
1941年11月1日、敦賀連隊区が廃止され、その旧管轄区域を編入し滋賀県全域を管轄した。

## 司令官
大津大隊区
- 小林勝彬 騎兵少佐：1888年5月14日 -

大津連隊区
- 小川光正 輜重兵中佐：1898年7月11日 - 1902年9月30日
- 平岩親徳 砲兵中佐：1902年9月30日 - 1906年9月17日
- 鈴木秀五郎 砲兵少佐：1906年9月17日 - 1907年11月13日
- 西田源吉 歩兵少佐：1907年11月13日 - 1912年3月9日
- 船橋芳蔵 歩兵中佐：1912年3月9日 - 1914年11月30日
- 吉田熊槌 歩兵中佐：1914年11月30日 - 1916年8月18日
- 石川忠治 歩兵中佐：1916年8月18日 -
- 斎藤徳匡 歩兵大佐：不詳 - 1921年6月28日[12]
- 小木津 歩兵中佐：1921年6月28日[12] - 1923年8月6日[13]
- 平田次雄 歩兵大佐：1923年8月6日[13] -
- 飯田雅雄 大佐：1941年4月1日 - 1944年1月7日[14]